# Og Fernandes
Geraldo Og Nicéas Marques Fernandes (Recife, 26 de novembro de 1951) é um magistrado brasileiro, atualmente ministro do Superior Tribunal de Justiça (STJ).

## Biografia
Og Fernandes graduou-se em direito pela Universidade Federal de Pernambuco (UFPE) e em jornalismo pela Universidade Católica de Pernambuco (UNICAP) em 1974. Como jornalista, foi repórter do jornal Diário de Pernambuco entre 1973 e 1981. Em 1975, foi professor auxiliar de história no Colégio Militar do Recife (CMR).
Atuou como advogado na área criminal de 1977 a 1981, tendo sido assessor de gabinete do Secretário da Justiça do Estado de Pernambuco em 1978 e assessor jurídico do Sistema Penitenciário do Estado de Pernambuco de 1978 a 1981.
Em 1981, ingressou na magistratura como juiz de direito substituto. Foi promovido em 1997 a desembargador do Tribunal de Justiça de Pernambuco (TJ-PE), tornando-se presidente do tribunal em 2008. Nesse mesmo ano, foi nomeado para o cargo de ministro do Superior Tribunal de Justiça (STJ), em vaga destinada a membro de tribunal estadual.